# Břežany (Morávia do Sul)
Břežany é uma comuna checa localizada na região de Morávia do Sul, distrito de Znojmo.